# Романув (гміна Коваля)
Романув (пол. Romanów) — село в Польщі, у гміні Коваля Радомського повіту Мазовецького воєводства.
Населення — 283 особи (2011).
У 1975-1998 роках село належало до Радомського воєводства.

## Демографія
Демографічна структура станом на 31 березня 2011 року:
|          | Загалом | Допрацездатний вік | Працездатний вік | Постпрацездатний вік |
| -------- | ------- | ------------------ | ---------------- | -------------------- |
| Чоловіки | 151     | 42                 | 99               | 10                   |
| Жінки    | 132     | 26                 | 79               | 27                   |
| Разом    | 283     | 68                 | 178              | 37                   |